# František Baugut
František Baugut, německy Franz Baugut; (březen 1668, Stráž pod Ralskem – 16. února 1726, Jihlava) byl český jezuita, sochař, řezbář, truhlář, ale také architekt a stavitel vodních staveb. Je autorem galerie dvanácti barokních kamenných soch před jezuitskou kolejí v Kutné Hoře a rovněž vytvořil i tamní morový sloup.

## Život
František Baugut se narodil v roce 1668 v severočeském Vartenberku (později počeštěno na Stráž pod Ralskem). Stal se jezuitou a od roku 1698 působil v jeuitské koleji v Hradci Králové, o tři roky později v její košumberské rezidenci. V letech 1699–1708 vytvořil spolu se svými tovaryši Janem Kostelníkem a Maxmiliánem Brabencem rozvilinové oltáře s figurální výzdobou pro jezuitský poutní Kostel Panny Marie Pomocnice na Chlumku u Luže.
Roku 1709 přišel do Kutné Hory, kde nejprve vedl truhlářskou a řezbářskou dílnu; působil zde až do roku 1718 a vytvořil svá nejvýznamnější monumentální díla v pískovci: Je to galerie dvanácti barokních kamenných soch jezuity uctívaných svatých patronů před jezuitskou kolejí. Dále s pomocníky vytesal tamní morový sloup, pro nějž si zvolil předlohu v Trojičním sloupu ve Vídni.
Roku 1718 přesídlil do Telče. V letech 1719–1720 pracoval v Českém Krumlově. V létě 1720 se přesunul do Českých Budějovic, kde působil jako znalec v oboru vodárenství. Byl požádán o spolupráci na městském vodovodu a Samsonově kašně, kde navrhl změnit projekt a jako zdroj vody namísto nově budovaného rybníka využít vltavskou vodu s využitím vodárenské věže. Na náměstí doporučil zvýšit terén a vyzdvihnout tím kašnu o dva lokty, aby odtud mohla voda samospádem proudit do dalších městských kašen. Hlavní kašna pak měla být oproti původnímu návrhu zvětšena našíř o tři lokty, aby proporčně odpovídala náměstí. S těmito úpravami byl projekt v letech 1721–1727 realizován. Již v roce 1723 se však Baugut přesouvá do Jihlavy. Rok 1722 prožil v Jindřichově Hradci, odkud roku 1723 odešel do Jihlavy, kde 16. února 1726 zemřel.